# Odwa Ndungane
Odwa Mzuzo Ndungane (Umtata, 20 febbraio 1981) è un rugbista a 15 sudafricano, tre quarti ala di Natal Sharks in Currie Cup e degli Sharks nel Super Rugby.

## Biografia
Fratello gemello di Akona Ndungane, come questi iniziò a giocare a rugby alle scuole superiori a East London e al pari suo vide l'inizio di carriera nei Blue Bulls; le strade dei due gemelli si divisero nel 2004 quando Akona rimase ai Bulls e ad Ogwa fu offerto un contratto dai Natal Sharks per la successiva edizione di Currie Cup.
Esordì negli Springbok nel corso di un test match del giugno 2008 contro l'Italia e, nonostante vanti solo 9 presenze a tutto il 2011, ha figurato in tre edizioni del Tri Nations e nella Coppa del Mondo di rugby 2011.